# Baka István
Baka István (Szekszárd, 1948. július 25. – Szeged, 1995. szeptember 20.) magyar költő, műfordító. A Digitális Irodalmi Akadémia posztumusz tagja (2015).

## Életpályája

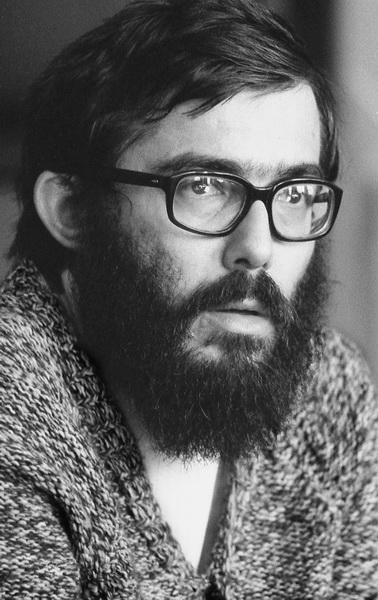
Bahget Iskander felvétele

Nagyszülei mindkét ágon iparosok voltak. Édesanyja Tolnáról, lengyel-szerb-osztrák keveredésű családból származott, édesapja szekszárdi volt. ..." plebejus vagyok" - határozta meg önmagát, " nem vagyok sem népi sem urbánus." ..."nekem szellemi hagyományokat kellett keresnem, könyvekből. Tehát ami nekem hagyomány, az szinte mind könyv."
Hétéves koráig Bátán és Tamásiban laktak. 1956 márciusában költöztek vissza Szekszárdra.
Második osztályban már Vernét és Jókait olvasott, nyolcévesen verset írt.
A Garay János Gimnáziumban érettségizett 1966-ban, orosz tagozaton. Önképzőkör, színjátszókör, versmondás, zene, Tolsztoj és Dosztojevszkij eredetiben: a diákévek legboldogítóbb elfoglaltságai. A szegedi József Attila Tudományegyetemen (ma: SZTE) végzett magyar–orosz szakon.
1971-1972-ben leningrádi ösztöndíjasként kezdett orosz verseket fordítani. 1972-től két évig Szekszárdon középiskolai tanár volt, majd 1974-től haláláig Szegeden lakott. A Kincskereső című gyermekfolyóirat munkatársa, majd főmunkatársa lett. A Móra Ferenc Kollégium jelentős irodalmi rendezvényeinek gyakori résztvevője. Ilia Mihály, a Tiszatáj főszerkesztőjének kezdeményezésére a folyóirat állandó, megbecsült munkatársa. Köteteivel és műfordításaival a nyolcvanas évek második felétől országos ismertséget szerzett. 1992-es megindulásától kezdve közölte a Holmi című folyóirat, valamint több jelentős irodalmi orgánum a Hiteltől a Jelenkorig. 1993-tól műfordítói kollégiumot vezetett a szegedi egyetem bölcsészkarán. Súlyos betegség után hunyt el.
2005-ben emlékszoba nyílt a költő-műfordító tiszteletére a szekszárdi Babits Mihály Emlékházban.
2009. augusztus 1-jétől, a szekszárdi 5-ös számú Általános Iskola viseli nevét. Az országban először neveztek el iskolát róla.
2015. augusztus 20-án szülővárosa, Szekszárd Baka Istvánt posztumusz díszpolgárává választotta.

## Értékelések
Baka István a szovjet időszak mártír-, szamizdat és emigráns orosz költőinek (Gumiljov, Cvetajeva, Mandelstam, Paszternak, Tarkovszkij, Szosznora, Brodszkij stb.) egyik legjelentősebb fordítója. Mint prózaíró is jelentős: novelláiban és kisregényeiben a hétköznapok kisszerű tragikuma keveredik a mitikus csodák világával.
A Margit a fausti alaphelyzet újraírása, háttérben az ötvenes évek Magyarországával. A Szekszárdi mise Liszt Ferenc és a szekszárdi dalárda karnagya, Séner János alakjában élesen és maradandóan exponálja eredetiség, művészi tehetség és hazafiság dilemmáit. Baka fő műfaja azonban a líra. Poétikája a nemzeti költészet legjelesebb hagyományait ötvözi a XX. század végi posztmodern egyes technikai elemeivel. Zenei fogantatású variánsát hozta létre a hosszúversnek: Háborús téli éjszaka, Döbling. Szereplírája az alakkettőzéstől (Vörösmarty-versek, Liszt Ferenc-ciklus) a Weöres Sándor-i Psyché radikalitását idéző alakteremtésig (Yorick- és Sztyepan Pehotnij-ciklus) számtalan regisztert szólaltat meg. Tragikum és irónia, pátosz és groteszk ötvözése jellemzi egyéni költői hangját. Búcsúversei a kései József Attila- és Radnóti-versek formai teljességét és gondolati gazdagságát valósítják meg új hangszerelésben.

## Művei

### Verseskötetei
- Magdolna-zápor (Magvető, 1975)
- Tűzbe vetett evangélium (Szépirodalmi, 1981)
- Döbling (Szépirodalmi, 1985)
- Égtájak célkeresztjén (Szépirodalmi, 1990)
- Farkasok órája (Tolna Megyei Könyvtár / Szekszárd Város Önkormányzata, 1992)
- Sztyepan Pehotnij testamentuma (Jelenkor, 1994)
- November angyalához (Jelenkor, 1995)
- Tájkép fohásszal – Versek 1965–1995 (Jelenkor, 1996)
- Kormos István és Baka István versei (Unikornis, 1998)
- Baka István művei. Versek (Tiszatáj, 2003) (MEK)
- Összegyűjtött versek (Kalligram Könyvkiadó, 2016)

### Próza- és drámakötetei
- Szekszárdi mise (1984)
- A kisfiú és a vámpírok (1988)
- Beavatások (1991)
- Baka István művei. Próza, dráma (2005)

### Publicisztika és interjú
- Az idő térképjelei (1999)
- Baka István művei. Publicisztikák, beszélgetések (2006)

### Idegen nyelvű kötetei
- Завещание Степана Пехотного (2001)
- Selected poems (Abbey Press, Northern Ireland) (2003)

### Főbb fordításkötetei
- Viktor Szosznora versei (1986)
- Arszenyij Tarkovszkij versei (1988)
- Ilja Kasafutgyinov: Nemes vér (1985)
- Nyikolaj Dubov: Miért rosszak az emberek (1986)
- Joszif Brodszkij: Post aetatem nostram (1988)
- Borisz Paszternak: Versek (1990)
- Oszip Mandelstam: Sófényű csillagok (1991)
- Vlagyiszlav Hodaszevics: Mint sivatagban a délibábot (1992)
- Marina Cvetajeva: A királynő védelmére (1992)
- Carl Michael Bellman: Fredman episztolái és dalai (1993)
- Orosz szimbolista költők (1995)
- Nyikolaj Gumiljov versei (1995)
- Puskin versei (1996)
- Joszif Alekszandrovics Brodszkij: Új élet (1997)
- Gennagyij Ajgi: A sámán templomai avagy korszakadék (1998)
- Baka István művei. Műfordítások I-II. (2008)
- Baka István művei. Műfordítások III. (2009)

### Drámafordításai
- Venyegyikt Jerofejev: Walpurgis-éj avagy a kormányzó léptei (Nagyvilág) (1990), október
- Vvegyenszkij, Alekszandr: Ivanovék karácsonya. (Színház) (1990), július

## Díjai, elismerései
- Móricz Zsigmond-ösztöndíj (1974)
- Szocialista Kultúráért (1979)
- Ifjúsági Díj (1982)
- Robert Graves-díj (1985)
- amerikai (clevelandi) József Attila-díj (1986)
- Az Európa Könyvkiadó Nívódíja (1986, 1988)
- Babits-emlékplakett (1986)
- A Rákóczi-alapítvány díja (1986)
- Radnóti-díj (1987)
- A Művészeti Alap Nívódíja (1987)
- József Attila-díj (1989)
- Déry Tibor-díj (1989, 1993)
- Forintos-díj (1990)

- Weöres Sándor-díj (1991)
- Tiszatáj-díj (1992)
- Artisjus Irodalmi Díj (1993)
- Az Év Könyve Jutalom (1994)
- Pro Urbe Szekszárd (1994)
- Szegedéert Alapítvány Művészeti Kuratóriumának díja (1995)
- Szegedért Emlékérem (1995)
- Pro Literatura díj (MAOE) (1995)
- Szinnyei Júlia-emlékdíj (1995)
- Babits Mihály-díj (1995)
- Puskás Károly-díj (posztumusz) (1995)
- Mészöly Miklós-díj (posztumusz) (2009)

## Szakirodalom
- Tűz Tamás: Döbling. (Baka István új könyvéről.) = Katolikus Magyarok Vasárnapja, 1985. december 15.
- Görömbei András: Baka István költészetéről három tételben. In: Uő: A szavak értelme, Püski Kiadó, Budapest, 1996
- Baka István emlékének; Tiszatáj Alapítvány, Szeged, 1996
- Árpás Károly–Varga Magdolna: Kettős tükörben. Cikkek, tanulmányok, verselemzések Baka István életművéről; Illyés Gyula Megyei Könyvtár, Szekszárd, 1998
- Fried István: Árnyak közt mulandó árny. Tanulmányok Baka István lírájáról, Tiszatáj Könyvek, Szeged, 1999
- Búcsú barátaimtól. Baka István emlékezete (szerk. Füzi László), Nap Kiadó, Budapest, 2000
- Nagy Gábor (költő): "… legyek versedben asszonánc". Baka István költészete, Kossuth Egyetemi Kiadó, Debrecen, 2001
- Máté-Tóth András: Baka Istene. Tisztelgő tanulmány halálának 10. évfordulójára. 2005 szeptember
- "Égtájak célkeresztjén". Tanulmányok Baka István műveiről (szerk. Bombitz Attila), Tiszatáj Könyvek, Szeged, 2006
- Borsodi L. László: Maszk és szerepjáték. Baka István költészetei; Kalligram, Bp., 2017